# Grallina
Grallina là một chi chim trong họ Monarchidae.
Chi này chứa các loài chim bản địa Australia và New Guinea. Trước đây có thời nó cùng rẻ quạt được coi là một phần của họ Chèo bẻo (Dicruridae). or as a family Monarchidae in its own right.

## Hình ảnh

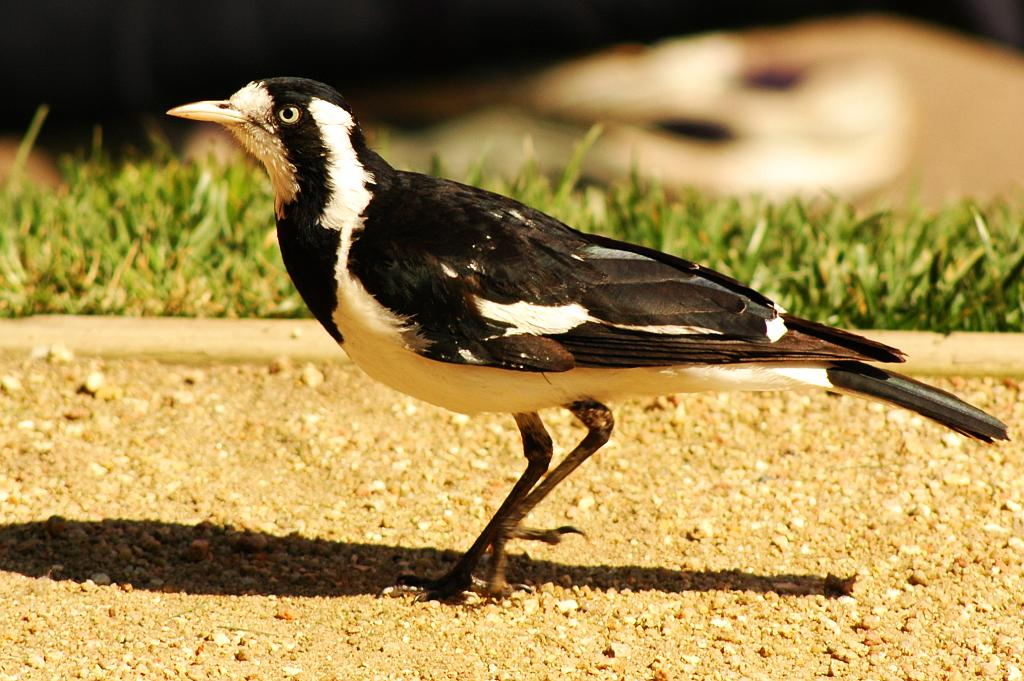
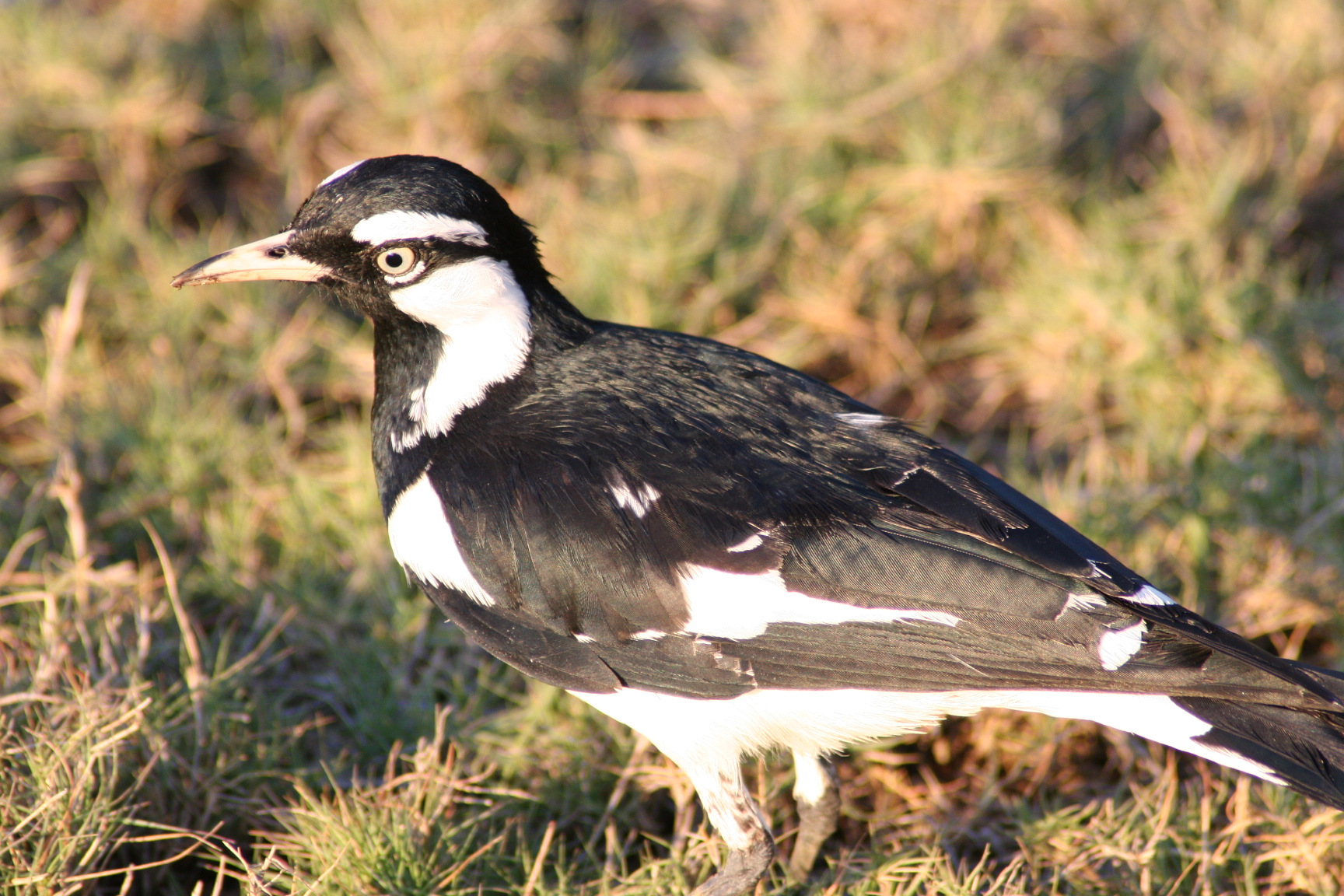

## Các loài
Hai loài được công nhận là:
- Grallina cyanoleuca
- Grallina bruijni